# Mellicta sohana
Mellicta sohana är en fjärilsart som beskrevs av Cabeau 1922. Mellicta sohana ingår i släktet Mellicta och familjen praktfjärilar. Inga underarter finns listade i Catalogue of Life.